# Carex poeppigii
Carex poeppigii là một loài thực vật có hoa trong họ Cói. Loài này được C.B.Clarke ex G.A.Wheeler mô tả khoa học đầu tiên năm 1988.